# Philippinische Badmintonmeisterschaft 1969
Die Philippinische Badmintonmeisterschaft 1969 fand vom 17. bis zum 22. November 1969 in Manila statt. Es war die 21. Austragung der nationalen Titelkämpfe der Philippinen im Badminton.

## Titelträger
| Disziplin    | Sieger               |
| ------------ | -------------------- |
| Herreneinzel | Conrado Co           |
| Dameneinzel  | keine Daten          |
| Herrendoppel | Conrado Co Daniel So |
| Damendoppel  | keine Daten          |
| Mixed        | keine Daten          |